# Ludwig Hofmann (Politiker, 1937)
Ludwig Hofmann (* 22. November 1937) ist ein österreichischer, sozialdemokratischer Politiker, der im Innviertler Braunau lebt.
Hofmann machte eine Lehre als Maschinenschlosser bei der Firma AMAG, dort wurde er 1984 zum Betriebsratsvorsitzenden gewählt. Ab 1967 war er im Gemeinderat von Braunau tätig. Er gehörte von Oktober 1991 bis Oktober 2003 dem oberösterreichischen Landtag an. Hier setzte er sich in erster Linie für die Arbeitnehmerinteressen ein. Hofmann gehörte dem Finanz-, Petitions- und Verkehrsausschuss des Landtages an.